# Elizabeta Karabolli
Elizabeta Karabolli, po mężu Elizabeta Nishica (ur. 13 lutego 1958) – albańska i amerykańska strzelczyni, mistrzyni Europy. Jest pierwszym mistrzem Europy z Albanii w jakiejkolwiek dyscyplinie sportu. Największe sukcesy odniosła w konkurencji pistolet sportowy, 25 m.
Startowała wielokrotnie w mistrzostwach Europy.  W mistrzostwach kontynentu w Rzymie zdobyła brązowy medal zdobywając 584 punkty. Pokonały ją jedynie dwie radzieckie strzelczynie – Galina Korzun i Łamara Bejdina. Rok później w Hämeenlinna wywalczyła srebro (586 punktów), przegrywając tylko z Łarisą Asyrian z ZSRR. W 1979 we Frankfurcie odniosła swój największy sukces, zdobywając złoto z wynikiem 587 punktów, zostając tym samym pierwszym albańskim mistrzem Europy. Ponadto dwukrotnie zdobyła medale w konkurencjach drużynowych (prawdopodobnie zdobyła też medal w 1982 roku).
Bliska zdobycia medalu była jeszcze w Bukareszcie w 1983, gdzie zajęła czwarte miejsce, oraz w Titogradzie w 1981, gdzie była szósta. Występowała również na mistrzostwach świata, jednak nie zdobyła na nich medalu. Wielokrotna uczestniczka zawodów Pucharu Świata, najwyższe miejsce zajęła w Mediolanie w 1993 (8. pozycja).
Przyjęła obywatelstwo Stanów Zjednoczonych i wyemigrowała tamże (mieszkała w miejscowości Acworth). W 2008 roku zdobyła nawet mistrzostwo USA.

## Medale na mistrzostwach Europy
Opracowano na podstawie materiałów źródłowych:
| Mistrzostwa      | Konkurencja                        | Wynik       | Miejsce |
| ---------------- | ---------------------------------- | ----------- | ------- |
| Rzym 1977        | Pistolet sportowy, 25 m            | 584 pkt.    | 3       |
| Hämeenlinna 1978 | Pistolet sportowy, 25 m            | 586 pkt.    | 2       |
| Frankfurt 1979   | Pistolet sportowy, 25 m            | 587 pkt.    | 1       |
| Frankfurt 1979   | Pistolet sportowy, 25 m, drużynowo | brak danych | 2       |
| Titograd 1981    | Pistolet sportowy, 25 m, drużynowo | brak danych | 3       |